# آث منصور
آث منصور بلدة وبلدية في ولاية البويرة، الجزائر. يبلغ عدد سكانها 9283 نسمة حسب تعداد عام 1998.

## مواضيع ذات صلة
- بلديات ولاية البويرة
- دوائر ولاية البويرة